# Dècada del 1980

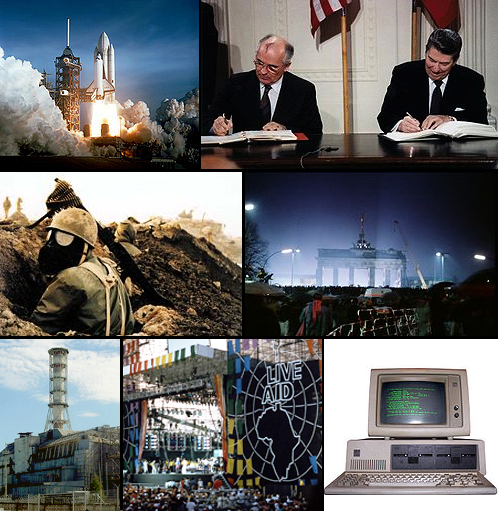
Dècada del 1980.

La dècada del 1980 comprèn el període d'anys entre el 1980 i el 1989, tots dos inclosos.

## Política i societats a la dècada del 1980
Sovint anomenada "els anys vuitanta" va ser la dècada que va començar l'1 de gener de 1980 i va acabar el 31 de desembre de 1989 i va ser la novena dècada del segle xx.
Es varen viure canvis social, econòmics, i en general migració de la producció i de la riquesa a les economies de recent industrialització. Atesa la liberalització econòmica creixent en el món desenvolupat, diverses multinacionals associades a la indústria de fabricació es van traslladar a Tailàndia, Malàisia, Mèxic, Corea del Sud, Taiwan, i la Xina, i noves economies de mercat a Europa després del col·lapse del comunisme a Europa oriental. Japó i Alemanya van ser els països desenvolupats més notables que van continuar gaudint d'un ràpid creixement econòmic durant la dècada, mentre que altres països desenvolupats, en particular els Estats Units i Regne Unit van readoptar polítiques econòmiques menys intervencionistes.
Els països en desenvolupament a tot el món s'enfrontaren a dificultats econòmiques i socials, ja que van patir l'escanyament pel deute, que obligaren molts d'aquests països a demanar ajuda financera al Fons Monetari Internacional (FMI) i el Banc Mundial. Etiòpia va ser testimoni d'una fam generalitzada a mitjan dècada, i per això el país va haver de dependre d'ajuda externa per a proporcionar aliments a la seva població i els esforços mundials per abordar i recaptar diners per ajudar els etíops, com el famós concert Live Aid del 1985.
Existí un gran descontentament civil i es va produir violència a l'Orient Mitjà, inclosa la Guerra Iran-Iraq, la Guerra afgano-soviètica, la Guerra del Líban del 1982, el Bombardeig de Líbia el 1986, i la Primera Intifada a la Franja de Gaza i Cisjordània.
En el món oriental l'hostilitat cap a l'autoritarisme i la fallida de les economies dels estats comunistes va donar lloc a una onada de polítiques reformistes d'aquest règims, com ara la política de perestroika i glasnost a la Unió Soviètica, juntament amb els intenst d'enderrocaments de règims comunistes, com en el cas de Polònia, Hongria, i a la Plaça de Tiananmen a la Xina, així com l'enderrocament de Nicolae Ceausescu a Romania (tardor de les nacions). El 1989, amb la desintegració del Pacte de Varsòvia, la Unió Soviètica va anunciar l'abandonament de l'hostilitat política cap al món occidental i, per tant, la fi de la Guerra Freda. Aquests canvis es van seguir sentint a la dècada de 1990 i en el segle xxi.
Als Països Catalans esdevenen les primeres eleccions als recuperats parlaments autonòmics i s'inicia l'anomenada Normalització Lingüística, així les emissions de les cadenes de TV autonòmiques, essent TV3 la pionera. En el terreny econòmic, i especialment després de l'entrada a la Unió Europea, el país coneix un fort i sostingut creixement econòmic fins a la crisi post-olímpica.

## Esdeveniments rellevants

### CiènciaiTecnologia
- 1980: IBM llança el mercat el primer "PC". Comença la popularització de l'ordinador personal en els negocis i a casa.
- Comença a popularitzar-se el CD com a alternativa als discs de vinil.

### Guerres,EconomiaiPolítica
- Desenvolupament de l'Estat Autonòmic a Espanya
  - Catalunya (1980): CiU guanya les primeres eleccions.
  - País Valencià (1983): el PSPV guanya les primeres eleccions.
  - Illes Balears (1983): l'AP guanya les primeres eleccions.
- 23 de febrer de 1981: Fracassa el cop d'Estat d'Antonio Tejero Molina al parlament espanyol.
- El PSOE guanya les eleccions espanyoles el 1982.
- Assassinat de John Lennon
- Atemptats contra el Papa Joan Pau II i Ronald Reagan
- Comença la Perestroika a la Unió Soviètica
- Caiguda dels règims comunistes a Romania i Polònia, i enderroc del Mur de Berlín
- Guerra entre l'Iran i l'Iraq (1980-1988): un milió de morts.
- Final de la Guerra entre la Unió Soviètica i l'Afganistan
- Guerra de les Malvines entre l'Argentina i el Regne Unit
- Protesta dels estudiants a la plaça de Tiananmen a Pequín, a la Xina.
- EUA boicoteja els Jocs Olímpics de Moscou l'any 1980 i la Unió Soviètica els de Los Angeles el 1984.

### Desastres
- Accident nuclear a Txornòbil
- Atemptat contra un avió de passatgers que sobrevolava Lockerbie, a Escòcia.
- Atemptat d'ETA al centre comercial Hipercor de Barcelona.
- Explosió del transbordador espacial Challenger poc després d'enlairar-se.
- Desastre humanitari per la sequera a Etiòpia.

### Cultura

#### Llengua
- Lleis de normalització lingüística a Catalunya, País Valencià i les Illes Balears.

#### Música
- El musical Mar i Cel, de Dagoll Dagom, esdevé un dels grans èxits del teatre català.
- Es popularitza el Hip-hop.
- Consolidació dels videoclips i de la MTV en el mercat musical.
- Loverboy, un grup de música canadenc de música rock format l'any 1980 a Calgary (Alberta) (Canadà) pren gran popularitat
- Laura Martí intenta portar el català al camp de la música per a discoteques amb la publicació del maxi-SG De què vas? (1988) i l'àlbum Pell d'asfalt (1989).

#### CinemaiTelevisió
- 1982-1984: Els Joves s'emeten per la BBC

### Esport
- El FC Barcelona guanya una lliga (1984)-(1985), 2 Recopes d'Europa i 3 Copes del Rei.
- El València CF guanya la Recopa d'Europa el 1980.
- El RCD Espanyol arriba a la final de la Copa de la UEFA el 1988.
- La ciutat de Barcelona és designada l'any 1986 seu dels Jocs Olímpics de 1992 al derrotar a París en l'última ronda de votacions.
- El nadador català Sergi López Miró guanya la medalla de bronze als Jocs Olímpics de Seül l'any 1988.
- El ciclista francès Bernard Hinault guanya el 1985 el seu cinquè Tour de França.
- La tennista Arantxa Sánchez Vicario guanya el seu primer Roland Garros.
- Les seleccions d'Itàlia i l'Argentina es proclamen campiones del món de futbol als mundials d'Espanya 82 i Mèxic 86.
- Els San Francisco 49ers aconsegueixen guanyar 3 Superbowl.

## Persones rellevants

### Líders Mundials i Polítics
- Jordi Pujol, president de la Generalitat de Catalunya.
- Joan Lerma, president de la Generalitat Valenciana.
- Gabriel Cañellas, president del Govern Balear
- Adolfo Suàrez, Leopoldo Calvo-Sotelo Bustelo i Felipe González (Espanya)
- Augusto Pinochet (Xile)
- Fidel Castro (Cuba)
- Margaret Thatcher (Regne Unit)
- François Mitterrand (França)
- Jimmy Carter, Ronald Reagan i George H.W. Bush, presidents dels Estats Units
- Mikhail Gorbatxev, últim dirigent de l'URSS
- Deng Xiaobing (Xina)
- Kim Il-sung (Corea del Nord)
- Mahathir bin Mohamad (Malàisia)
- Frederik Willem de Klerk, darrer president de Sud-àfrica durant l'Apartheid
- Nelson Mandela, expresoner polític, i president de Sud-àfrica després de l'Apartheid
- Lech Wałęsa (Polònia)
- papa Joan Pau II
- Nicolae Ceaușescu (Romania)
- Saddam Hussein (Iraq)
- Moammar al-Gaddafi (Líbia)
- Yitshaq Rabín i Benjamin Netanyahu (Israel)
- Yasser Arafat (Palestina)
- Helmut Schmidt i Helmut Kohl (Alemanya Federal)
- Erich Honecker (Alemanya Democràtica)
- Menahem Beguín (Israel)
- Ximon Peres (Israel)

### Artistes
Lorenza Böttner

### Esportistes
- Carl Lewis, Florence Griffith, Mark Johnson, Serguei Bubka (Atletisme)
- Bernard Hinault, Greg Lemond, Pedro Delgado, Lucho Herrera, Marino Lejarreta, Jeannine Longo (Ciclisme)
- Diego Armando Maradona, Bernd Schuster, Hugo Sánchez (Futbol)
- Mats Wilander, Stefan Edberg, Ivan Lendl, Michael Chang, Sergi Bruguera (Tennis)
- Iñaki Urdangarín, Vaselin Vujovic Handbol
- Michael Jordan, Magic Johnson, Isiah Thomas, Larry Bird, Juan Antonio San Epifanio, Jordi Villacampa (Bàsquet)
- Joe Montana, Dan Marino, Jerry Rice (Futbol Americà)
- Sito Pons, Joan Garriga (Motociclisme)
- ..... Hoquei patins